# Microplexia
Microplexia là một chi bướm đêm thuộc họ Noctuidae.